# Dexter (televíziós sorozat)
Ha a Hanna–Barbera sorozatra vagy kíváncsi, lásd: Dexter laboratóriuma.
A Dexter egy 2006 és 2013 között bemutatott amerikai televíziós sorozat, amelyet a Showtime készített, a főszereplő, Michael C. Hall Dexter Morgan sorozatgyilkost alakítja, aki törvényszéki szakértőként dolgozik a Miami rendőrségnél. A sorozat Jeff Lindsay Dexter dühödt démonai című művén alapul.
Amerikában az első évad 2006 októberében indult, azóta minden ősszel leadtak újabb tizenkét részt, végül 2013 szeptemberében a nyolcadik évaddal véget ért a sorozat.
Magyarországon a sorozatot a Viasat 3 és a Viasat 6 sugározta, az első évadot 2007. augusztus 31-től kezdődően, majd később a második és azzal együtt a harmadik évadot is leadta. A negyedik évadot 2010. augusztus 30. és november 20. között sugározták, az ötödik évadot 2011. augusztus 13. és október 29. között, a hatodik évad 2013. június 3. és augusztus 19. között volt látható. A hetedik és nyolcadik évadot 2014. április 14-től kezdték vetíteni.
2020 októberében bejelentették, hogy Dexter című sorozat egy 10 epizódos évaddal tér vissza mint "Dexter: Új vér" néven, amelynek Michael C. Hall lesz a főszereplője, Clyde Phillips pedig visszatér showrunnerként. Bemutatója 2021 november 7 várható az Egyesült Államokban.

## Alaptörténet
Dexter Morgan (Michael C. Hall) a Miami Rendőrség vérmintaelemzője. Munkája fontos, mégsem tűnik ki munkatársai közül, csendes, a háttérben marad, senki sem ismeri vagy ismerheti meg, gyermekkora óta erre tanította nevelőapja, a rendőr Harry Morgan, akit James Remar alakít.
Dexter jellemének megértéséhez a gyerekkorát kell ismernünk. Édesanyját egy kábítószerügy során mészárolták le, aminek tanúja volt Dexter és bátyja is, azonban főhősünkben a szörnyű emlékek csak sok év után törnek elő újra. Gyilkos hajlamát édesanyja elvesztése okozza. Egy rendőr, Harry Morgan – aki édesanyja ügyét is vizsgálja – neveli fel Dextert. Rájön, hogy főszereplőnk morbid vágyát, késztetését és érdeklődését a sötét dolgok iránt nem tudja eltörölni, ezért úgy dönt, segít abban, hogy Dexter kordában tudja tartani őket. Mindenre megtanítja, amit rendőri munkája során elsajátított, az elemzésekre, megfigyelésekre, bizonyítékok tökéletes eltüntetésére. Mindezek után adja magát, hogy Dexter később „civilben” rendőrségi orvosszakértő és vérmintaelemző legyen.
Nevelőapja halála után Dexter éli az életét, nincsenek kötöttségei, csak a munkájának él, illetve laza viszonya van egy kétgyermekes nővel, Ritával. Apja azonban néha emlékként vagy látomásként megjelenik, és emlékezteti tanításaira – leggyakrabban természetesen a gyilkosságokkal kapcsolatban.
Dexter apja tanításából tudja, munkája során pedig újra és újra megtapasztalja, hogy az igazságszolgáltatás nem mindig korrekt, egy döntéshez sokszor évek kellenek, és a bűnösök gyakran így is megússzák a büntetést, ezért saját kezébe veszi az ügyek megoldását. Ezekben segítségére vannak a Harrytől eltanult fortélyok és tapasztalatok, Dexter tehát afféle „jó sorozatgyilkosként” a benne lévő sötét vágyakat praktikusan más sötét figurák eltüntetésére használja.
Dexter abszolút nem ellenszenves figura tettei ellenére sem, karaktere ettől nagyszerű és érdekes.

## További szereplők
További fontos szereplők, akik jelentős szerepet játszanak Dexter életében:
- Debra Morgan "Deb" (Jennifer Carpenter), Dexter mostohahúga, Harry lánya, rendőr majd nyomozó (3. évad) végül hadnagy (6. évad), akivel egy helyen is dolgoznak a rendőrségen. Meglehetősen „fiús” jellem, köszönhetően annak, hogy rendőr apja egyedül nevelte őt is, Dexterrel együtt. Bár ő élénk érdeklődést mutatott apja munkája iránt, Harry mereven elutasította, hogy a lánya rendőr legyen, vagy akár csak érdeklődjön a rendőri dolgok iránt. Dacára ennek ő csak azért is a rendőri pályát választotta. Heves, ingerlékeny, és sokat káromkodik, ha van partnere gyakran szexszel vezeti le fölös energiáit.
- Rita Bennett (Julie Benz), Dexter barátnője, két gyerek, egy lány, Astor és egy fiú, Cody anyja. Ritát korábban sokat bántalmazta a férje, Paul aki börtönbe is került, és emiatt nem érez késztetést a túlságosan érzelmes vagy szexuális kapcsolat iránt – legalábbis kezdetben. Ezért megfelelő társa Dexternek, akinek alapvető jelleme miatt szintén nincsenek ilyen vágyai. Astor és Cody kedvelik Dextert, főleg Cody, pótapjuknak tekintik és szeretnek vele lenni.
- Angel Batista őrmester (David Zayas), Dexter barátja, ő amolyan „tipikus” rendőr, felesége és kislánya is van, de később elválnak. Munkáján kívül sörözik, meccsre jár, vagy nőket próbál felcsípni. Eleinte még „csak” nyomozó, de a 3. évadban már őrmester. Kis ideig LaGuertával házasságban élt.
- Vince Masuka (C.S. Lee), technikus, Dexter kollégája a laborban. Kissé „lökött” figura, akinek legtöbbször a nőkön meg a szexen jár az esze. Szeretne kitűnni, hogy komolyan vegyék, és így a lányoknál is több esélye legyen.
- Maria LaGuerta hadnagy (Lauren Vélez), a gyilkossági csoport főnöke és Dexteré is. Kezdetben megpróbál kikezdeni Dexterrel, de őt persze nem vonzza a nő közeledése. A húgát kezdetben azonban nem kedveli, ezért számos alkalommal lehordja, ám miután előléptetik nyomozóvá már jobban elfogadja. A minél jobb pozíció elnyeréséért próbál helyezkedni, intrikálni, és emiatt többször összetűzésbe keveredik a felettesével, Tom Matthews kapitánnyal, akinek a helyére pályázik.
- Tom Matthews kapitány (Geoff Pierson), Dexter apjának, Harrynek a barátja volt, ezért annak halála után támogatásáról biztosította Dextert és Debrát. Nemegyszer összerúgja a port a törtető LaGuerta hadnaggyal, aki a helyére kíván lépni.
- James Doakes őrmester (Erik King), őrmester, volt katona, korábban viszonya volt LaGuertával. Dextert nagyon nem kedveli, szerinte ő egy „dilis alak, akivel valami nincs rendben”. Sokszor agresszíven lép fel, hajlamos kiabálni, káromkodni, és sokszor hajszál választja el, hogy ne kövessen el fegyelmi vétséget.
- Joey Quinn (Desmond Harrington), nyomozó, aki a 3. évadtól szerepel a sorozatban, egy macsó figura, legalábbis annak akar látszani.

Rajtuk kívül még más szereplők is felbukkannak a sorozatban, akik közül ki így, ki úgy befolyásolja Dexter életét, de a többi, fontosabb karakter életét is megismerteti a sorozat.

## Egyéb szereplők-színészek
| Színész             | Szereplő                |
| ------------------- | ----------------------- |
| Christina Robinson  | Astor Bennett           |
| Preston Bailey      | Cody Bennett            |
| Jimmy Smits         | Miguel Prado            |
| David Ramsey        | Anton Briggs            |
| Keith Carradine     | Frank Lundy             |
| John Lithgow        | Artur Mitchell          |
| Valerie Cruz        | Sylvia Prado            |
| Jaime Murray        | Lila                    |
| Devon Graye         | Tinédzser Dexter        |
| Kristin Dattilo     | Barbara Gianna          |
| Christian Camargo   | Rudy Cooper/Brian Moser |
| Mark Pellegrino\|   | Paul Bennett            |
| Anne Ramsay         | Ellen Wolf              |
| Sage Kirkpatrick    | Laura Moser             |
| Margo Martindale    | Camilla                 |
| Liza Lapira         | Yuki Amado              |
| Courtney Ford       | Christine Hill          |
| JoBeth Williams     | Gail                    |
| Brad William Henke  | Tony Tucci              |
| Rudolf Martin       | Carlos Guerrero         |
| Sam Witwer          | Neil Perry              |
| Lizette Carrion     | Shanda                  |
| Mike Erwin          | Freebo                  |
| Mark L. Young       | Jeremy Downs            |
| Julia Stiles        | Lumen Ann Pierce        |
| Maria Doyle Kennedy | Sonya                   |
| April L. Hernandez  | Cira Manzon             |
| Peter Weller        | Stan Liddy              |
| Jonny Lee Miller    | Jordan Chase            |
| Shawn Hatosy        | Boyd Fowler             |
| Chris Vance         | Cole Harmon             |
| Scott Grimes        | Alex Tilden             |
| Angela Bettis       | Emily Birch             |
| Mos Def             | Sam testvér             |
| Colin Hanks         | Travis Marshall         |
| Edward James Olmos  | James Gellar            |
| Brea Grant          | Ryan Chambers           |
| Aimee Garcia        | Jamie Batista           |
| Molly Parker        | Lisa Marshall           |
| Yvonne Strahovski   | Hannah McKay            |
| Ray Stevenson       | Isaak Sirko             |

## Magyar hangok
Dexter Morgan – Haás Vander Péter
Debra Morgan – Németh Borbála
Maria Laguerta – Pikali Gerda
Rita – Törtei Tünde
James Doakes – Maday Gábor
Angel Batista – Besenczi Árpád
Masuka – Katona Zoltán
Harry Morgan - Balázsi Gyula, Rosta Sándor
Lundy – Reviczky Gábor
Miguel Prado – Gergely Róbert
Arthur Mitchell – Harsányi Gábor
Quinn – Kárpáti Levente

## Díjak és jelölések
Golden Globe díj (2010) - Legjobb televíziós sorozat - drámai kategória - legjobb színész: Michael C. Hall.
Golden Globe díj (2010) - Legjobb televíziós sorozat - legjobb mellékszereplő: John Lithgow.
Golden Globe díj (2011) - Legjobb televíziós sorozat - drámai kategória jelölés.
Golden Globe díj (2010) - Legjobb televíziós sorozat - drámai kategória jelölés.
Golden Globe díj (2009) - Legjobb televíziós sorozat - drámai kategória - legjobb színész jelölés: Michael C. Hall.
Golden Globe díj (2008) - Legjobb televíziós sorozat - drámai kategória - legjobb színész jelölés: Michael C. Hall.
Golden Globe díj (2007) - Legjobb televíziós sorozat - drámai kategória - legjobb színész jelölés: Michael C. Hall.

## Epizódlista
A Dexter epizódjainak listája
| Évad | Évad | Részek száma | Részek száma | Eredeti sugárzás     | Eredeti sugárzás     | Eredeti adó | Magyar sugárzás     | Magyar sugárzás      | Magyar adó  |
| Évad | Évad | Részek száma | Részek száma | Évadbemutató         | Évadzáró             | Eredeti adó | Évadbemutató        | Évadzáró             | Magyar adó  |
| ---- | ---- | ------------ | ------------ | -------------------- | -------------------- | ----------- | ------------------- | -------------------- | ----------- |
|      | 1.   | 12           | 12           | 2006. október 1.     | 2006. december 17.   | Showtime    | 2007. augusztus 31. | 2007. november 16.   | Viasat 3    |
|      | 2.   | 12           | 12           | 2007. szeptember 30. | 2007. december 16.   | Showtime    | 2008. november 11.  | 2009. január 27.     | Viasat 3    |
|      | 3.   | 12           | 12           | 2008. szeptember 28. | 2008. december 14.   | Showtime    | 2009. február 3.    | 2009. április 21.    | Viasat 3    |
|      | 4.   | 12           | 12           | 2009. szeptember 27. | 2009. december 13.   | Showtime    | 2010. augusztus 30. | 2010. november 22.   | Viasat 3    |
|      | 5.   | 12           | 12           | 2010. szeptember 26. | 2010. december 12.   | Showtime    | 2011. augusztus 13. | 2011. október 29.    | Viasat 6    |
|      | 6.   | 12           | 12           | 2011. október 2.     | 2011. december 18.   | Showtime    | 2013. június 3.     | 2013. augusztus 19.  | Viasat 6    |
|      | 7.   | 12           | 12           | 2012. szeptember 30. | 2012. december 16.   | Showtime    | 2014. április 14.   | 2014. június 30.     | Viasat 6    |
|      | 8.   | 12           | 12           | 2013. június 30.     | 2013. szeptember 22. | Showtime    | 2014. július 7.     | 2014. szeptember 22. | Viasat 6    |
|      | 9.   | 10           | 10           | 2021. november 7     | 2022. január 9.      | Showtime    | 2024. január 6.     | 2024. január 6.      | SkyShowtime |